# Сапог (сосуд)

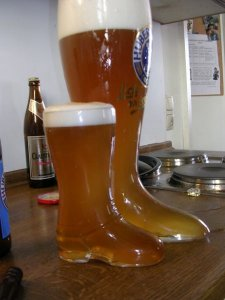
Два пивных «сапога»

«Сапог» (шти́фель, нем. Stiefel) — немецкий стеклянный сосуд для алкогольных напитков в форме сапожка. Считается мерой «стойкости» при употреблении алкоголя.
Обычай пить из сапога обязан своим появлением рыцарю Боосу фон Вальдеку. На рыцарской пирушке в замке под Бад-Кройцнахом, где все присутствовавшие были выпить не промах, хозяин-рейнграф предложил гостям соревнование: тому, кто осушит одним залпом наполненный до краёв местным вином высокий кожаный сапог для верховой езды, который потерял недавно посыльный, достанется деревня Хюффельсхайм. Никто за столом не вызвался, и только мощный как медведь Боос фон Вальдек произнёс громовым голосом: «Давай сюда глоточек!» Легко справившись с одним, он посмеиваясь поинтересовался у рейнграфа, нет ли где-нибудь и второго сапога, чтобы выиграть ещё деревню Роксхайм.